# (1857) Parchomenko
(1857) Parchomenko est un astéroïde de la ceinture principale découvert le 30 août 1971 à Nauchnyj par l'astronome russe Tamara Mikhaylovna Smirnova.

## Historique
Sa désignation provisoire était 1971 QS1 puis il a été nommé en l'honneur de l'astronome soviétique/russe Praskovia Parkhomenko.